# Melville (Montana)
Melville ist eine gemeindefreie Ortschaft im Sweet Grass County im US-Bundesstaat Montana.

## Geographie und Fakten
Melville liegt östlich der Crazy Mountains und westlich der Route 191 im nördlichen Sweet Grass County nördlich der Stadt Big Timber, des County Seats des Sweet Grass Countys.
Melville besitzt ein Postamt mit dem ZIP Code 59055, das am 4. Januar 1883 eröffnet wurde.

## Melville Lutheran Church

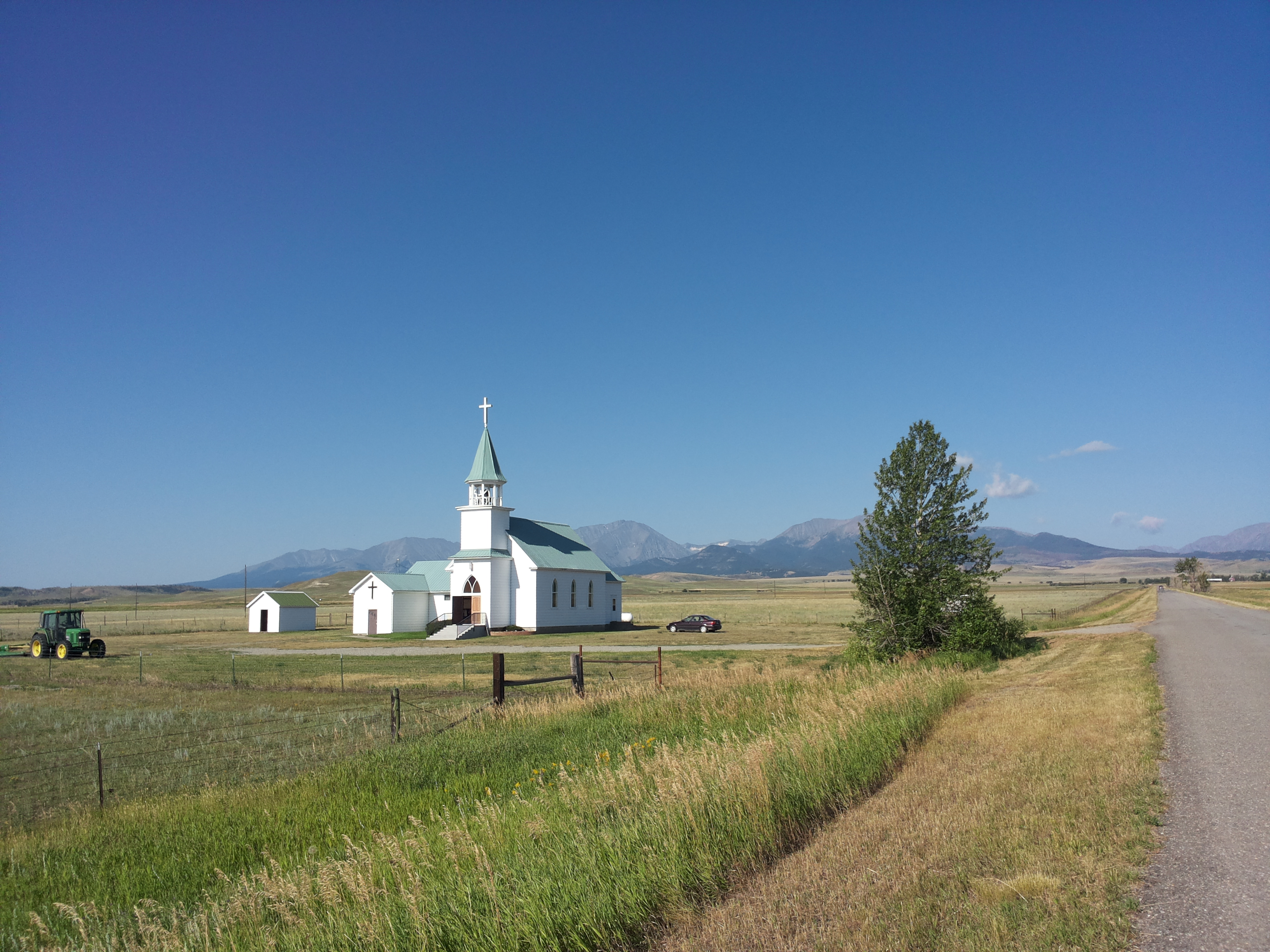
Die Melville Lutheran Church vor dem Hintergrund der Crazy Mountains

Evangelisch-lutherische Immigranten aus Norwegen gründeten 1885 in Melville die erste lutherische Kirchengemeinde Montanas, der zugehörige Friedhof wurde am 8. November 1885 geweiht.
Im November 1914 erfolgte schließlich die Weihe der Kirche, der Melville Lutheran Church. Sie ist auch in dem  Spielfilm Der Pferdeflüsterer als Drehort zu sehen.

## Triva
Der Rasthaus Big Sky Corners in Melville an der Route 191 ist als Drehort in dem Spielfilm Der Pferdeflüsterer mit Robert Redford aus dem Jahr 1998 zu sehen. Redford nutzt in einer Szene die Telefonzelle vor dem Rasthaus.